# Erlend Øye
Erlend Otre Øye (Bergen, 21 novembre 1975) è un cantautore e produttore discografico norvegese.
Artista eclettico, nei suoi lavori ha attraversato generi musicali distanti fra loro. È noto soprattutto per essere – insieme a Eirik Glambek Bøe – parte dei Kings of Convenience, duo indie folk attivo dalla fine degli anni novanta e annoverato fra i principali esponenti del new acoustic movement; è inoltre il frontman della band The Whitest Boy Alive, formazione berlinese di musica elettronica/indie pop, e della band siracusana La Comitiva, nonché co-fondatore dell'etichetta discografica indipendente Bubbles Records.
In parallelo all'attività con i tre gruppi – oltre ad aver contribuito ad alcuni progetti dei Röyksopp, duo norvegese di musica elettronica – Øye ha intrapreso una carriera solista dal 2003. Dal 2012 risiede a Siracusa, in Sicilia.

## Biografia
Cresciuto ascoltando Leonard Cohen, Nick Drake, Suzanne Vega e The Smiths, a metà anni novanta, durante gli anni delle scuole superiori, forma insieme ad alcuni amici la band Skog ("foresta" in norvegese), traendo ispirazione dalla nota canzone A Forest dei The Cure. Nel 1996 entra a far parte della band Peachfuzz come chitarrista, suonando spesso a Londra tra il 1996 ed il 1998. Proprio a Londra si trasferisce nel 1998, per poi spostarsi a Manchester nel 1999. Rientrato a Bergen, sua città natale, per le vacanze, ritrova l'ex compagno di scuola e di band negli Skog Eirik Glambek Bøe con il quale forma il duo Kings of Convenience, pubblicando il disco d'esordio Quiet is the New Loud nel 2001, che gli consente di farsi conoscere a livello internazionale.
Nello stesso periodo collabora con i connazionali Röyksopp, duo norvegese di musica elettronica, prestando la sua voce nelle canzoni Poor Leno e Remind Me per il disco Melody A.M.. Per approfondire il suo interesse per la musica elettronica si trasferisce a Berlino dal 2002 al 2006 ed inizia a viaggiare per il mondo, registrando il suo primo disco solista Unrest in dieci città diverse con altrettanti artisti di musica elettronica. Segue un tour come dj-cantante e la pubblicazione di un disco di remix per la serie "DJ Kicks" nel 2004. Nello stesso anno, i Kings of Convenience pubblicano il secondo disco Riot on an Empty Street e parallelamente il cantante avvia un ulteriore progetto a Berlino, The Whitest Boy Alive, nato inizialmente come progetto musica dance ma trasformatosi in una vera e propria band il cui disco di debutto Dreams è stato pubblicato nel 2006, a cui fa seguito Rules nel 2009 (entrambi i dischi vengono pubblicati dalla Bubbles Records, etichetta indipendente fondata dallo stesso Øye e da Marcin Öz).
Nel 2006, partecipa alle riprese del film italiano Shooting Silvio nelle vesti di dj durante la scena della festa in casa del protagonista. Nel 2008 avvia un progetto insieme a Mikal Telle della casa discografica Tellé Records, creando l'etichetta indipendente Opplett, attraverso la quale producono giovani talenti di Bergen e dintorni. Opplett realizza tre pubblicazioni: nel 2008, il disco Opplett con sette diversi artisti ed altrettanti brani inediti, ed il primo singolo Love is All About the Timing della band femminile indie rock Razika, e nel 2009 il primo disco della band Fjorden Baby!. Nel 2009, i Kings of Convenience pubblicano il terzo disco Declaration of Dependence. 

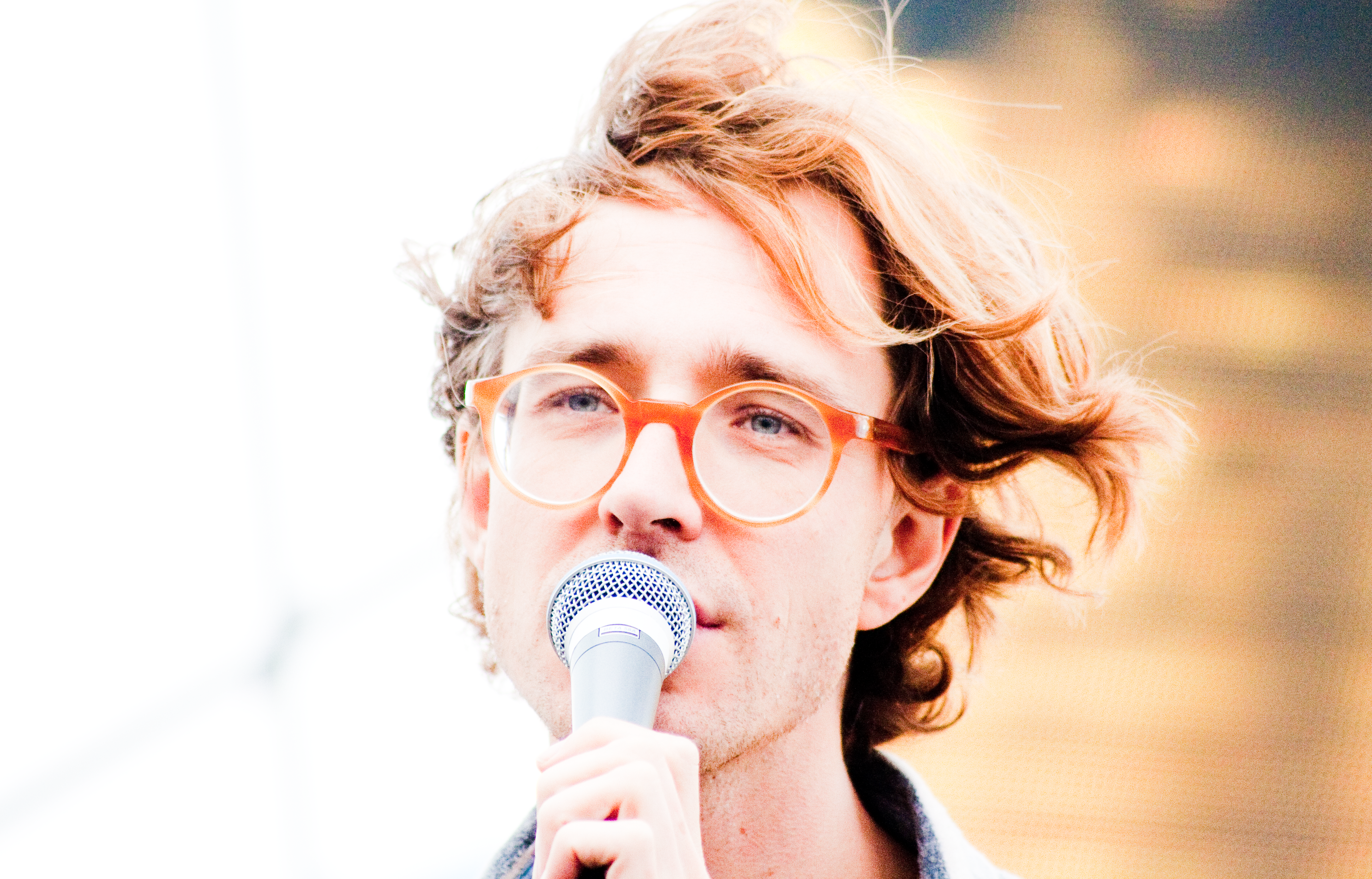
Erlend Øye al Primavera Fauna 2015.

Nel 2011 e nel 2013 produce i dischi Hest e Six months is a long time dei concittadini Kakkmaddafakka. Nel 2014, The Whitest Boy Alive annunciano lo scioglimento della band. Il 3 ottobre 2014, verrà pubblicato il suo secondo disco solista, intitolato Legao e registrato a Reykjavík con i Hjálmar, band islandese di musica reggae. L'uscita del disco è anticipata dal singolo Garota di cui viene girato un videoclip a Seul. In parallelo all'attività di musicista, è impegnato nella promozione di gruppi della scena musicale bergense ed è sostenitore nonché organizzatore del Traena Music Festival, evento musicale annuale che si svolge nel nord della Norvegia.
Nel 2012, durante un piccolo concerto organizzato per un vernissage ad Ortigia in Sicilia, dichiara di aver comprato una casa a Siracusa, dove si trasferisce insieme alla madre. Ispirato dall’Italia e specialmente dal fascino della Sicilia, nel 2013 pubblica il singolo cantato in italiano La prima estate, accompagnato da un videoclip girato nella stessa Siracusa. Continua a lavorare su altre canzoni in italiano, che verranno raccolte in futuro nel disco Legao. Sempre a Siracusa, avviene l’incontro con Stefano Ortisi, Luigi Orofino e Marco Castello, tre ragazzi siracusani con i quali inizia a collaborare e forma infine un nuovo progetto, La Comitiva, con cui realizza una tournée internazionale nel 2018.
Nel marzo del 2024, l'artista annuncia la pubblicazione dell'album d'esordio omonimo de La Comitiva, prevista per il 15 maggio dello stesso anno.

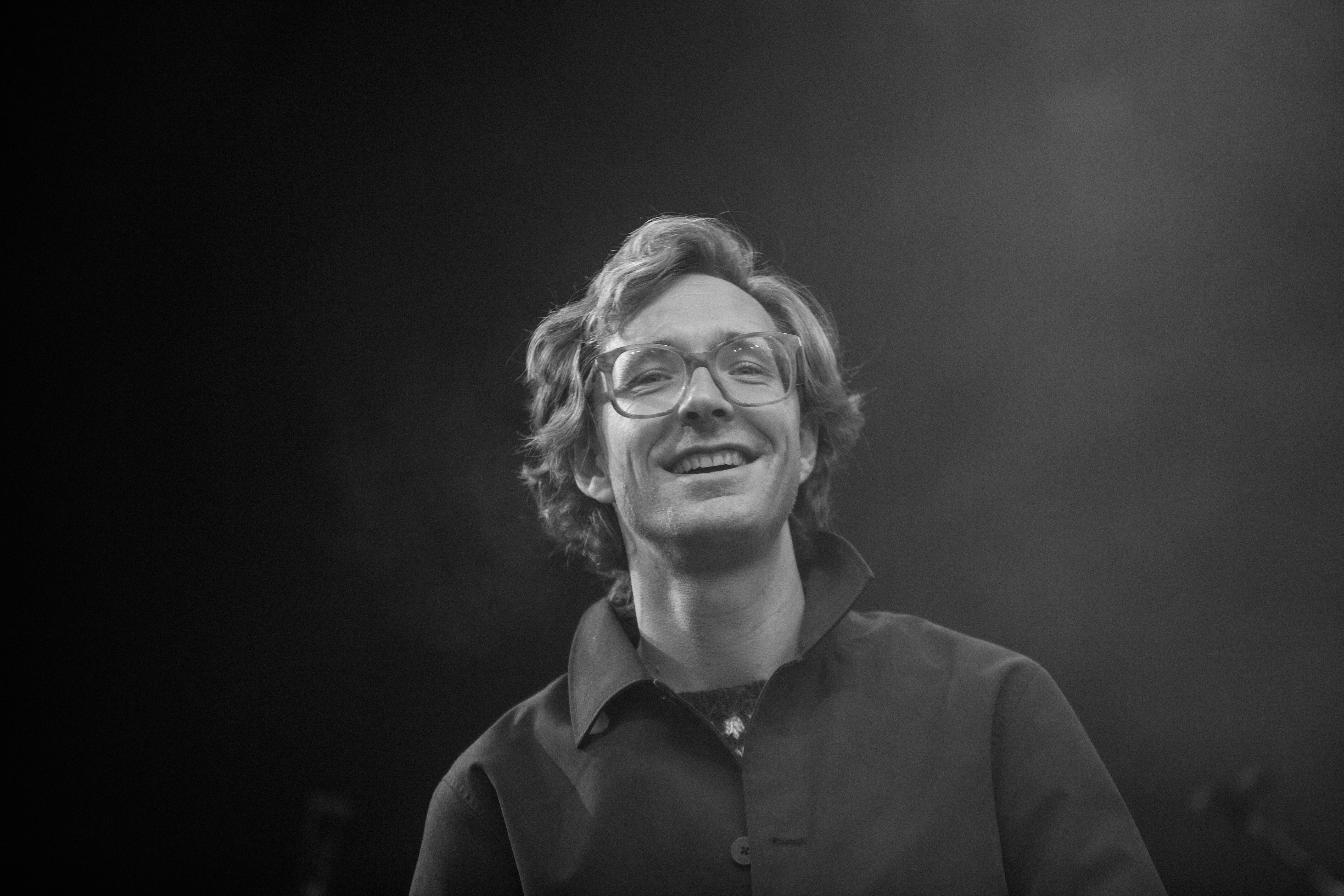
Erlend Øye all'Immergut Festival 2015.

## Discografia

### Solista

#### Album
- 2003 - Unrest
- 2014 - Legao

#### Mix
- 2004 - DJ-Kicks: Erlend Øye

#### Singoli
- 2003 - Sudden Rush
- 2003 - Sheltered Life
- 2004 - The Black Keys Work
- 2013 - La Prima Estate
- 2014 - Garota
- 2014 - Rainman
- 2015 - Estate
- 2019 - Paradiso

#### Collaborazioni
- 2001 - Röyksopp - Melody A.M. (testo e voce in Poor Leno, testo e voce in Remind Me)
- 2001 - Jolly Music - Jolly Bar (testo e voce in Talco Uno)
- 2002 - Ash - Envy (chitarra in I Shall Not Die)
- 2002 - Dntel - (This Is) The Dream of Evan and Chan (testo e voce in (This Is) The Dream of Evan and Chan (Safety Scissors spilled my drink mix))
- 2003 - Ragazzi - Friday (cori in The Partner)
- 2003 - DJ Hell - NY Muscle (voce in Keep on Waiting)
- 2004 - Phonique - Identification (voce in For the Time Being)
- 2004 - Star You Star Me - A Place In My Heart (testo e voce in A Place In My Heart)
- 2004 - Bart Davenport - Live at the Chabot House (a&r, artwork, registrazione)
- 2005 - Kaos - Hello Stranger (testo e voce in Lessons In Love)
- 2005 - Korsakow - Ears (testo e voce in I've Been Waiting So Long) (accreditato come Orlando Occhio)
- 2005 - Ada - Blondix 2 (chitarra elettrica e voce in Cool My Fire)
- 2005 - Safety Scissors - Sunlight's On The Other Side (Long Distance Love Affair) (chitarra elettrica e voce in Breastbone and Sunlight's On The Other Side)
- 2005 - Safety Scissors - Tainted Lunch (cori e voce in Sunlight's On The Other Side)
- 2005 - Marco Passarani - Sullen Look (voce in Criticize) (accreditato come Orlando Occhio)
- 2006 - James Figurine - Mistake Mistake Mistake (voce in All the Way to China)
- 2006 - Kompis - All Ears (testo e voce in All Ears)
- 2006 - Schneider TM - Škoda mluvit (chitarra in S'kcorratiug)
- 2007 - Phonique - Good Idea (testo e voce in Casualties)
- 2011 - Palmy - 5 (voce in Crush)
- 2014 - Dena - Flash (chitarra e produzione in Flashed)

#### Compilation
- 2002 - AA.VV. - Total Lee! The Songs of Lee Hazlewood (Erlend Øye - No Train To Stockholm)
- 2002 - AA.VV. - Seasonal Greetings (Erlend Øye - Last Christmas)
- 2005 - AA.VV. - Friends and Lovers: Songs of Bread (Erlend Øye - Friends and Lovers)
- 2015 - AA.VV. - Onde Nostre (Original Motion Soundtracks) (Erlend Øye - Estate)

#### Produzioni
- 2008 - AA.VV. - Opplett 2008
- 2011 - Kakkmaddafakka - Hest
- 2013 - Kakkmaddafakka - Six months is a long time

#### Cover
Erlend Øye spesso esegue durante i suoi concerti versioni riarrangiate di canzoni di altri artisti. Tra le cover più ricorrenti: Thirteen dei Big Star, Blowin' in the Wind e Don't Think Twice, It's All Right di Bob Dylan, Redemption Song di Bob Marley, E la chiamano estate di Bruno Martino, Brothers in Arms dei Dire Straits, Dreams dei Fleetwood Mac, Sapore di sale di Gino Paoli, Til þín dei Hjálmar, Una ragazza in due dei I Giganti, These Days di Jackson Browne, Tram #7 to Heaven di Jens Lekman, Happy Xmas (War Is Over) e Jealous Guy di John Lennon, No Train To Stockholm di Lee Hazlewood, E la luna bussò di Loredana Bertè, Grande grande grande di Mina, Wonderwall degli Oasis, You Can Call Me Al di Paul Simon, Se a vida é (That's the Way Life Is) dei Pet Shop Boys, Wish You Were Here dei Pink Floyd, Ignition di R. Kelly, (They Long to Be) Close to You di Richard Chamberlain, Norwegian Wood (This Bird Has Flown) dei The Beatles, Ask, Heaven Knows I'm Miserable Now, Please, Please, Please Let Me Get What I Want e There Is a Light That Never Goes Out degli The Smiths, Boys Don't Cry dei The Cure, Last Christmas degli Wham!.

#### Videoclip
- 2001 - Röyksopp feat. Erlend Øye - Remind Me (regia di Ludovic Houplan e Hervé de Crécy)
- 2001 - Röyksopp feat. Erlend Øye - Poor Leno (regia di Sam Arthur)[5]
- 2002 - Jolly Music feat. Erlend Øye - Talco Uno (regia di Scott Lyon)
- 2003 - Erlend Øye - Sudden Rush (regia di Jarvis Cocker)
- 2004 - Ragazzi feat. Erlend Øye - The Partner (regia di Jeff Benefit)[6]
- 2005 - Phonique feat. Erlend Øye - For the Time Being (regia di Casper W. Rasmussen)[7]
- 2006 - Cornelius feat. Erlend Øye - Omstart (directed by Koichiro Tsujikawa)
- 2012 - Palmy feat. Erlend Øye - Crush (regia di Chardchakaj Waikawee)[8]
- 2013 - Erlend Øye - La Prima Estate (regia di Gabriele Galanti and Marcin Öz)[9]
- 2013 - Kakkmaddafakka -  Someone New (regia di Erlend Øye and Marcin Öz)[10]
- 2014 - Erlend Øye - Garota (regia di Michael Beech)[11]
- 2014 - Erlend Øye - Rainman (regia di Clara Cebrian)[12]
- 2015 - Erlend Øye - Estate (regia di Luca Merli)[13]
- 2019 - Erlend Øye - Paradiso (regia di Mike Beech)[14]

### Kings of Convenience

#### Album
- 2000 - Kings of Convenience
- 2001 - Quiet Is the New Loud
- 2001 - Versus
- 2004 - Riot on an Empty Street
- 2009 - Declaration of Dependence
- 2021 - Peace or Love

#### EP
- 2000 - Playing Live in a Room
- 2001 - Magic in the Air
- 2010 - Kings of Convenience's Live Acoustic Sessions - Milan 2009

#### Singoli
- 1999 - Brave New World
- 1999 - Failure
- 1999 - Toxic Girl
- 2001 - Failure (re-release)
- 2001 - Toxic Girl (re-release)
- 2001 - Winning a Battle, Losing the War
- 2004 - Misread
- 2004 - I'd Rather Dance with You
- 2005 - Know How
- 2009 - Mrs. Cold
- 2009 - Boat Behind
- 2021 - Rocky Trail
- 2021 - Fever

#### Videoclip
- 1999 - Failure
- 1999 - Toxic Girl[15]
- 2004 - Misread[16]
- 2004 - I'd Rather Dance with You[17]
- 2004 - Cayman Islands[18]
- 2009 - Mrs. Cold
- 2009 - Boat Behind[19]
- 2009 - Me in You

### La Comitiva

#### Album
- 2024 - La Comitiva

#### Singoli
- 2023 - Mornings and Afternoons
- 2023 - Matrimonio di Ruggiero

### The Whitest Boy Alive

#### Album
- 2006 - Dreams
- 2009 - Rules

#### Singoli
- 2004 - Inflation
- 2006 - Burning
- 2008 - Golden Cage
- 2009 - 1517
- 2020 - Serious

#### Videoclip
- 2006 - Inflation (regia di Marcin Öz)
- 2007 - Golgen Cage (regia di Mauro Vecchi)

### Skog

#### EP
- 1996 - Tom Tids Tale

#### Compilation
- 1997 - AA.VV. - Balance. From The Joy Division Reservoir (Skog - The Eternal)

## Filmografia
- Shooting Silvio, regia di Berardo Carboni (2005)
- La primavera della mia vita, regia di Zavvo Nicolosi (2023)